# Pornhub
Pornhub (uneori Porn Hub sau PornHub) este un site web de pornografie. Acesta se clasează pe locul 27 în clasamentul celor mai populare site-uri web din lume, fiind și cel mai vizitat site pornografic.
Pe 12 martie 2014 Pornhub a fost blocat pe teritoriul Federației Ruse conform Legii federale cu privire la protejarea copiilor de informații dăunătoare sănătății și dezvoltării lor și în particular din cauza unei actrițe care arăta prea tânără, bănuită a fi minoră.
În iunie 2015 s-a anunțat că Pornhub va realiza un film porno în spațiu, numit Sexplorations. Site-ul speră să lanseze misiunea și să înceapă filmările în 2016, acoperindu-și costurile de pre și post-producție de sinestătător, dar căutând 3,4 milioane $ prin intermediul IndieGogo. Actorii porno Eva Lovia și Johnny Sins au fost selectați pentru a juca în Sexplorations și urmează să aibă șase luni de antrenamente riguroase înainte de lansare.
The Daily Dot și Der Spiegel au făcut legături între NoFap, inceli, asasinate recente din SUA și cuib de dezvoltare a terorismului autohton. Grupări creștine de extrema dreaptă cu ideologie de naționalism alb și neonazism au trimis amenințări cu moartea managerilor Pornhub și actrițelor porno, asociindu-se cu grupări contra traficului de exploatare sexuală și contra pornografiei.
Poliția din Montreal investighează incendierea unei proprietăți a unui cadru de conducere al Pornhub.